# Göta källare
Göta källare var ett hotell vid Hotellplatsen i centrala Göteborg, som uppfördes av Laurentius Segerlind, 1810-1812. Byggnaden var den första i Göteborg att uppföras endast avsedd för hotellverksamhet. Fastigheten ägs av Göteborgs kommun och förvaltas av HIGAB. Gatuadressen är Östra Larmgatan 2.

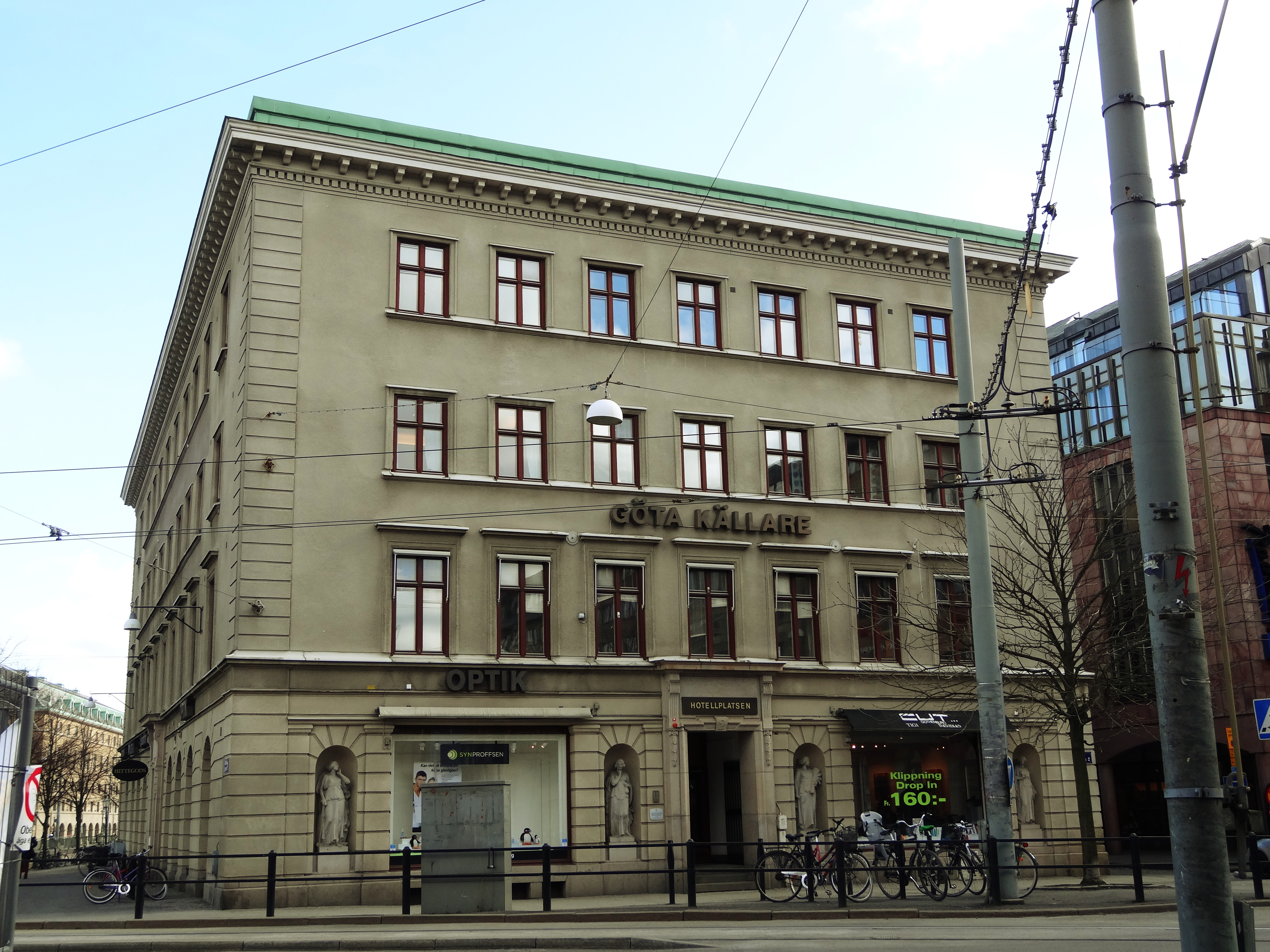
Byggnaden som uppfördes för Göta källare vid Hotellplatsen i Göteborg.

## Historia

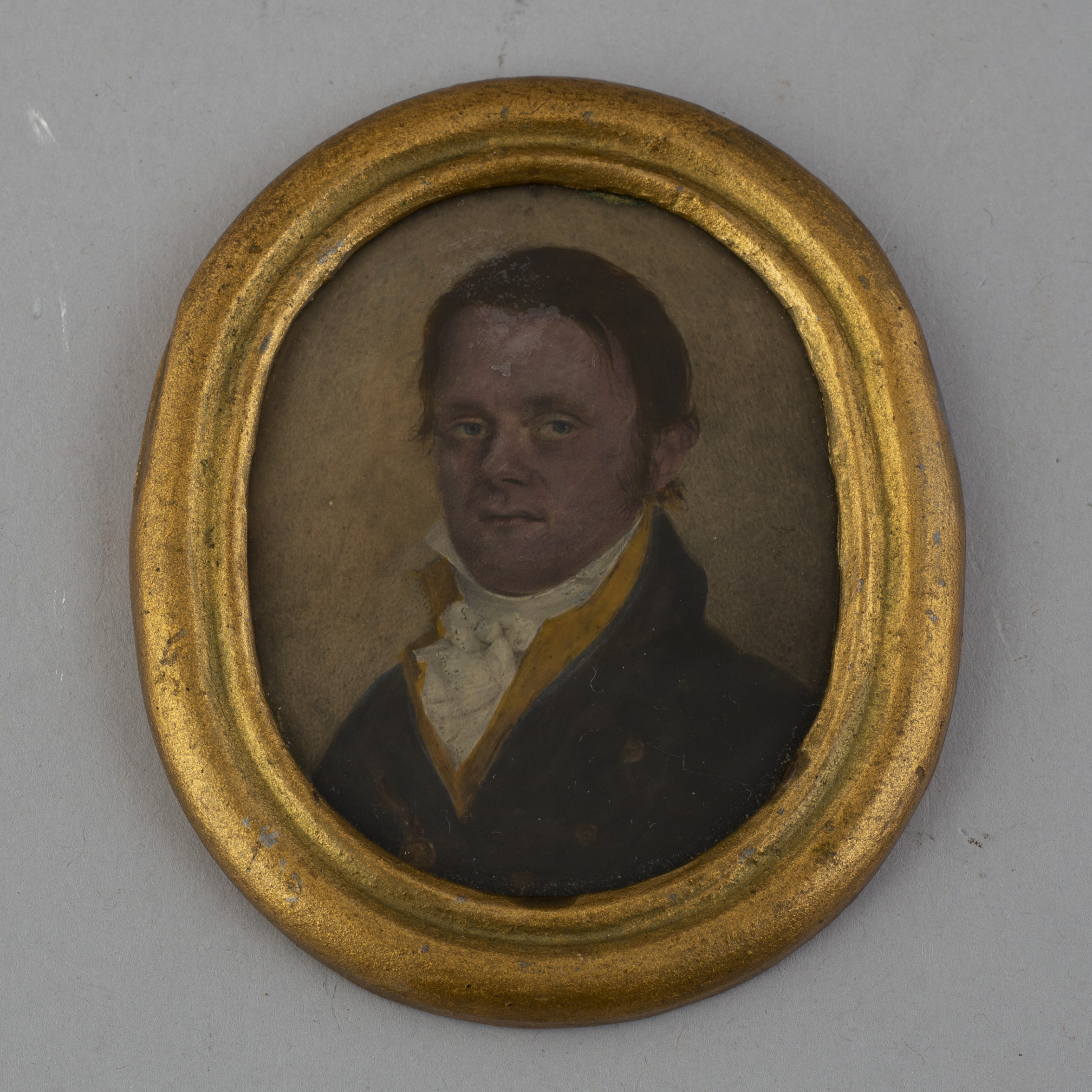
Segerlind på ett porträtt från ca 1810, av okänd konstnär.

Efter fredstraktaten 1809, och det uppsving som kontinentalsystemet innebar för staden, fick Segerlind idén att bygga det första riktiga hotellet i staden. Göteborgshistorikern C.R.A. Fredberg ger en målande beskrivning av förutsättningarna: "Aldrig förr hade staden sett så många främlingar inom sina murar som då, aldrig hade företagsamheten, åtminstone inte sedan ostindiska kompaniets glansdagar, varit så liflig och fruktbärande. Pängarna strömmade in i gyllne floder, nya hus byggdes, folket lefde i öfverdåd, värdshus- ock källarlif florerade. Resandeströmmen tilltog och kräfde nya härbärgerare, nya källare och traktörer."
Hela sträckan utmed vallgraven, från Drottningporten till Gamle port vid nuvarande Kungsportsbron och upp emot Östra Larmgatan var länge obebyggd, med undantag av fyra tomter: platsen för det kommande Göta Källare (området kallades "Fridhem"), teaterhuset (gamla Mindre teatern) vid Södra Hamngatan, det "Smittska huset" mitt emot samt ridmanégen vid Kungsgatan.
I februari 1810 ansökte Segerlind om att "å tomten N:o I i Stadens 5 rote få uppföra en nybyggnad till hotell- och näringsställe", vilket Borgerskapets äldste beviljade med villkoret att huset "ej finge bliva vanprydande".
Han var dessutom den första att utnyttja situationen med de nyligen raserade fästningsvallarna, genom att köpa flera av de tomter som bildats ovanpå den rivna Drottningporten. Han beställde en ritning av hovarkitekten Jonas Hagberg och påbörjade bygget 1810. Hotellet byggdes i tre våningar samt försågs med en altan på taket. Hotellet fick namnet Göta källare, och innehöll 56 rum, restaurang och biljardhall. Man tog emot sina första gäster den 22 maj 1812. Själv bodde Segerlind en trappa upp i fem fasadrum. Periodvis användes byggnaden för andra ändamål, bottenvåningen var exempelvis husarkasern på 1820-talet. 
Troligen har inte Segerlind skött restaurangrörelsen i bottenvåningen själv, eftersom en annan person redan i november öppningsåret står för denna. Dessutom har verksamheten flyttats till andra våningen. Traktören och skådespelaren Carl Kjellström annonserar den 1 november 1812 i flera göteborgstidningar: "Undertecknad, som emottagit källarrörelsen uti hr L. Segerlinds nybyggda hus, Götha källare benämndt, wid Nye port, serverar uti andra våningen såväl med viner och likörer som frukostar, middags och aftonspisning från den 1 november 1812." Carl Kjellström.
Takaltanen revs 1860, då ytterligare en våning påbyggdes. Det var järnvägens tillkomst som krävde större kapacitet. Dåvarande ägaren, byggmästare G. Jährig, lät bland annat rusticera bottenvåningen och omdekorera fasaden. 
Hotellet övertogs 1879 av L.P. Haglund, som också drev det intilliggande Grand Hotel Haglund. Han lät bygga om hotellet invändigt, och vid sekelskiftet 1900 fanns det cirka 100 rum samt restaurang och café. Göta källare blev tidigt en naturlig samlingspunkt för göteborgarna: "där träffades de gode borgarne efter dagens arbete för att dricka jamaikatoddy, diskutera veckans tilldragelser och chronique scandaleuse, äta sexa, dricka punsch och skämta". Vid ombyggnaden tillkom även stadens första trottoarservering, under ljusa markiser och grönskande träd mot Hotellplatsen i väster.
Hotellverksamheten lades ned 1918, då SKF övertog fastigheten och inrättade sitt huvudkontor i byggnaden. Tre år senare köptes fastigheten av Svenska Amerika Linien, som på nytt lät huset till vissa delar bli hotell. Samtidigt förändrades fasaden genom att husets hörnen markerades med kedjor. Stora skyltfönster mot Hotellplatsen togs upp och fyra kvinnostatyer av skulptören Johan Axel Wetterlund placerades i var sin nisch.
Hotell Göta källare upphörde slutligt den 31 juli 1944 och anses då ha varit Nordens äldsta hotell i drift. En stor biljetthall inreddes detta år i bottenvåningen, med en cirka 40 meter lång expeditionsdisk som därmed blev "Skandinaviens största biljettexpedition". Arkitekt var Nils Einar Eriksson. År 1958 sålde Svenska Amerikalinjen fastigheten till Göteborgs kommun, och sedan dess har interiörerna byggts om för olika kontor och resebyråer. Expeditionsdisken är borta och under 1980-talet nyinreddes bottenvåningen helt. En vindsvåning över hela huset kom till 1988, då även fönstren byttes ut.
Gudrun Lönnroth på Göteborgs stadsmuseum ger en beskrivning: "Trapphuset med den breda vita marmortrappan som bärs upp av gjutjärnskolonner i en luftig trapphall påminner om det sena 1800-talets hotellrörelse. F.d. hotellkorridorerna har rader av spegeldörrar. Fasaderna med sin klassicistiska dekor är en kombination av det tidiga 1900-talets och 1920-talets arkitekturideal."
Hotellet har givit namn åt Hotellplatsen (1883) och 13:e kvarteret Göta Källare i stadsdelen Inom Vallgraven.
År 1925 anges tomtarealen till 710 kvadratmeter och fastighetens taxeringsvärde till 1 250 000 kronor.

I Göteborgs stadsmuseum förvaras en stentavla som tidigare satt på Göta källares yttervägg:
År 1810 nedbröts fästningsmuren
och uppfördes detta hus
det första på stadens tomter
af Laur. Segerlind